# Țarevți, Varna
Țarevți (în bulgară Царевци) este un sat în comuna Avren, regiunea Varna,  Bulgaria. 

## Demografie
Componența etnică a satului Țarevți
     Bulgari (77,71%)
     Turci (4,25%)
     Romi (13,19%)
     Nicio identificare (4,83%)
La recensământul din 2011, populația satului Țarevți era de 682 locuitori. Din punct de vedere etnic, majoritatea locuitorilor (77,71%) erau bulgari, existând și minorități de romi (13,19%) și turci (4,25%). Pentru 4,83% din locuitori nu este cunoscută apartenența etnică.